# Yuri Svirezhev

Yuri Svirezhev, 2005

Yuri Svirezhev (russisch Юрий Михайлович Свирежев, Juri Michailowitsch Swireschew; * 22. September 1938 in Bulatnikowo bei Murom, Oblast Wladimir; † 22. Februar 2007 in Potsdam) war ein russischer Physiker und Ökologe.
Als Sohn des bekannten Chirurgen Michail Swireschew (1917–1967) und der Lehrerin Ewdokia absolvierte er 1955 das Gymnasium in Wladimir. Danach besuchte er das Moskauer Institut für Physik und Technologie (MIPT), an dem er 1961 einen Abschluss in den Fächern Mathematik und Mechanik sowie im Jahre 1964 seine Graduierung (Kandidat der Wissenschaften) erlangte.
Ab 1964 arbeitete er mit Professor Nikolai W. Timofejew-Ressowski in Obninsk am Institut für Medizinische Radiologie. Weiterhin hörte er Vorlesungen an der Fakultät für Biologie an der Staatlichen Universität Moskau. Damit spezialisierte er sich auf Problemstellungen der Mathematik und Biologie. Mit seinen Arbeiten über die Genetik von Populationen gewann er 1967 einen Preis der Leopoldina.
Ab 1969 arbeitete er im Rahmen des sowjetischen Raumfahrtprogramms in der Abteilung für biomedizinische Fragen. Danach wechselte er 1970 an das Moskauer Institut für Medizinische und Biologische Probleme, wo er sich bis 1976 mit Fragen von Langzeitflügen im Weltraum beschäftigte. Seine dafür entwickelten Theorien gingen in die Ausführung mehrerer Langzeitflüge ein.
Von 1972 bis 1978 arbeitete er in einer US-amerikanisch-sowjetischen Gruppe für Biologie und Medizin im Weltraum. In diesen Jahren schlug er ein Modell der Prozesse der Biosphäre vor, welches auf den Konzepten der klassischen russischen Schule fußte. Dieses Modell wurde 1979 in einer Publikation mit dem Titel Mathematical Modelling of Global Biosphere Processes vorgestellt, welches lange Zeit eine der wichtigsten Darstellungen auf diesem Gebiet darstellte.
Im Jahre 1972 erlangte er seinen Doktorgrad für Physik und Mathematik (entspricht der deutschen Habilitation). Er wurde 1977 zum Professor für Mathematik und Mechanik am MIPT ernannt. Seit 1976 leitete er das neu gegründete Labor für Mathematische Ökologie der Akademie der Wissenschaften der UdSSR. Von 1979 bis 1985 gehörte er dem Beraterkomitee von SCOPE (Scientific Committee on Problems of the Environment) an.
Im Rahmen dieser Beratertätigkeit gehörte er zu den aktivsten Mitgliedern, die 1985 eine Studie über die Folgen eines nuklearen Krieges mit dem Titel Ecological and and Demographic Consequences of Nuclear War herausgaben. Die deutsche Ausgabe wurde unter dem Titel Götterdämmerung 1991 in Berlin veröffentlicht. Als in der Sowjetunion Mitte der 1980er Jahre Pläne zur Diskussion standen, die nördlichen Flüsse in die Wolga und das Kaspische Meer umzuleiten, zeigte er die grundsätzlichen Schwächen dieses Projektes auf.
Im Jahre 1989 nahm er eine Einladung der Ungarischen Akademie der Wissenschaften an, dort eine internationale Gruppe für ökologische Modellierung aufzubauen. Von dieser Gruppe wurde ein theoretisches Modell für die Klimarisiken in 19 Regionen Ungarns entwickelt. Die ungarische Akademie ehrte ihn dafür im Jahre 1991 mit der Verleihung der Szecseny-Medaille.
Er nahm 1992 eine Einladung aus Deutschland an, die Abteilung für Integrierte Systemanalyse am neu gegründeten Potsdam-Institut für Klimafolgenforschung zu leiten, was von nun an seine Haupttätigkeit darstellte. Die Russische Akademie der Wissenschaften verlieh ihm 1993 die Timofejew-Resowski-Medaille. Insgesamt veröffentlichte er mehr als 250 wissenschaftliche Arbeiten. 
Er verstarb im Februar 2007 in Potsdam.

## Schriften (Auswahl)
- Mathematikal Modelling of Global Biosphere Processing mit W. Krapiwin und A. Tarko, Moskau 1979
- Mathematical Models in Ecology and Genetics, Moskau 1980 (russ.),
- Stability of Biological Communities mit D., Logofet, Moskau 1982
- Foundations of mathematical Genetics, Moskau 1982 (russ.)
- Fundamentals of Evolutionary Mathematical Genetics mit W. Pasekow, Moskau 1983, (engl. 1990)
- Non-linear Waves, Dissipative Structures and Catastrophes in Ecology, Moskau 1987
- Ecological and Demographic Consequences of a Nuclear War, Berlin 1985 ISBN 3-05-500193-1
- Fundamentals of Mathematical Evolutionary Genetics (Mathematics and its Applications)
- Towards a Thermodynamic Theory for Ecological Systems, als Hrsg., 2004 ISBN 0-08-044166-1

| Personendaten    | Personendaten                                                                                   |
| ---------------- | ----------------------------------------------------------------------------------------------- |
| NAME             | Svirezhev, Yuri                                                                                 |
| ALTERNATIVNAMEN  | Свирежев, Юрий Михайлович (russisch); Swireschew, Juri Michailowitsch (russisch, transkribiert) |
| KURZBESCHREIBUNG | russischer Physiker und Ökologe                                                                 |
| GEBURTSDATUM     | 22. September 1938                                                                              |
| GEBURTSORT       | Bulatnikowo bei Murom, Oblast Wladimir                                                          |
| STERBEDATUM      | 22. Februar 2007                                                                                |
| STERBEORT        | Potsdam                                                                                         |